# Llista d'alcaldes de Gijón

Escut de Gijón

Aquesta és la llista d'alcaldes de Gijón des de 1840:
- Juan Francisco Calderón (1840)
- Evaristo Meana (1840)
- Casimiro Domínguez Gil (1840-1841)
- Francisco Cano (1841-1842)
- Casimiro Domínguez Gil (1842-1843)
- Juan Junquera Huergo (1843-1844)
- Gaspar Cienfuegos Jovellanos (1844-1846)
- Ángel Uría (1846-1846)
- Máximo Toral (1846-1847)
- José María Rato Martínez (1847-1848)
- Francisco Javier Camuño (1848-1849)
- Máximo Toral (1849)
- Antonio María Suárez (1849-1850)
- Andrés de Capua (1850-1851)
- Eustaquio García Blanco (1851)
- Antolín Esperón (1851-1852)
- Álvaro Lobo (1852-1853)
- Juan Nepomuceno de la Casa (1853-1854)
- Nemesio Sanz Crespo (1854-1856)
- Casimiro Domínguez Gil (1856)
- Eustaquio García (1856-1857)
- Fructuoso Prendes (1857)
- Zoilo García Sala (1857-1859)
- Bernardo Escudero (1859-1863)
- José del Riego Tineo (1863-1865)
- José Álvarez Jove (1865-1867)
- Marco de Costales (1867-1868)
- Nemesio Sanz Crespo (1868-1869)
- Faustino Fernández (1871-1872)
- José Domínguez Gil (1872-1873)
- Alejandro Blanco (1873)
- Eladio Carreño (1873)
- Manuel de la Cerra (1873-1874)
- José Domínguez Gil (1874-1877)
- Jacinto Díaz Pérez (1877-1878)
- Óscar Olavarría Lozano (1878-1879)
- Manuel Prendes (1879)
- Anselmo Palacio (1880-1881)
- Casimiro Domínguez Gil (1881-1883)
- Juan Alvargonzález (1883-1886)
- Alejandro Alvargonzález (1886-1890)
- Antonino Rodríguez San Pedro (1890-1891)
- Faustino Alvargonzález (1891-1893)
- Eduardo Martínez Marina (1893-1895)
- Justino Vigil Escalera (1895-1897)
- Tomás Dimas García Cuesta (1897-1898)
- Vicente Pérez Valdés (1898)
- Tomás Dimas García Cuesta (1898)
- Francisco Prendes Pando (1898-1899)
- Ramón García Sala (1899-1902)
- José Ruiz Gómez (1902)
- Eduardo Martínez Marina (1902-1903)
- Jesús Menéndez Acebal (1903)
- Baldomero de Rato y Hevia (1903-1904)
- Jesús Menéndez Acebal (1904-1905)
- Ramón Prendes del Busto (1905-1907)
- Jesús Díaz de la Sala (1907)
- Jesús Menéndez Acebal (1907)
- Carlos Cienfuegos Jovellanos (1907)
- Juan de Cavo y Braña (1907)
- Jesús Menéndez Acebal (1907-1909)
- Carlos Cienfuegos Jovellanos (1909)
- Donato Argüelles del Busto (1909-1911)
- Dionisio Velasco Díaz (1911-1914)
- Francisco Prendes Pando (1914)
- Fernando Galarga Alvargonzález (1914-1916)
- Santiago Piñera Alvargonzález (1916-1917)
- Joaquín Menchaca Salgado (1917)
- Ramón Fernández González (1918-1919)
- José Pérez Cofiño (1919)
- Gil Fernández Barcia (1919)
- Isidro del Río (1919-1920)
- Rafael Fernández Alonso (1920-1921)
- Gil Fernández Barcia (1921-1922)
- Arturo Rodríguez Blanco (1922-1923)
- Gil Fernández Barcia (1923)
- Facundo Fernández García (1923-1924)
- Enrique Zubillaga Martínez (1924-1926)
- Emilio Tuya García (1926-1930)
- Luciano Palacios Sánchez (1930)
- Claudio Vereterra y Pola (1930-1931)
- Isidro del Río (1931)
- Gil Fernández Barcia (1931-1934)
- José Mauricio Martínez (1934)
- Gil Fernández Barcia (1934-1936)
- Ángel Martínez Pérez (1936)
- Jaime Valdés Estrada (1936)
- Avelino González Mallada (1936-1937)
- Alberto Martínez F. Setién (1937)
- Paulino Vigón Cortés (1937-1943)
- Mario de la Torre García-Rendueles (1943-1948)
- José García-Bernardo y de la Sala (1948-1958)
- Cecilio Oliver Sobrera (1958-1961)
- Ignacio Bertrand y Bertrand (1961-1970)
- Luis Cueto-Felgueroso (1970-1978)
- Pedro Lantero Pérez (1978-1979)
- José Manuel Palacio Álvarez, 1979-1987 PSOE.
- Vicente Alberto Álvarez Areces, 1987-1999 PSOE.
- María Paz Fernández Felgueroso, 1999-2011 PSOE.
- María del Carmen Moriyón Entrialgo, 2011-2019 FAC
- Ana González Rodríguez, 2019-2023 PSOE
- María del Carmen Moriyón Entrialgo, 2023-actualitat FAC